# Kallhälls station
Kallhälls station är en järnvägsstation på Stockholms pendeltågsnät, belägen i kommundelen Kallhäll-Stäket i Järfälla kommun på Mälarbanan 21,2 kilometer från Stockholms centralstation. Den ligger i direkt anslutning till Kallhälls centrum varifrån även ett flertal busslinjer utgår. Det är cirka 3 900 påstigande på vardagar på denna station (2015).  Efter om- och utbyggnad som pågått mellan 2014 och 2016 har stationen nu två plattformar med totalt fyra pendeltågspår, två spår för passerande tåg och två för vändande tåg. Dessutom finns två spår för passerande fjärr- och godståg, samt ytterligare ett uppställningsspår.

## Historik

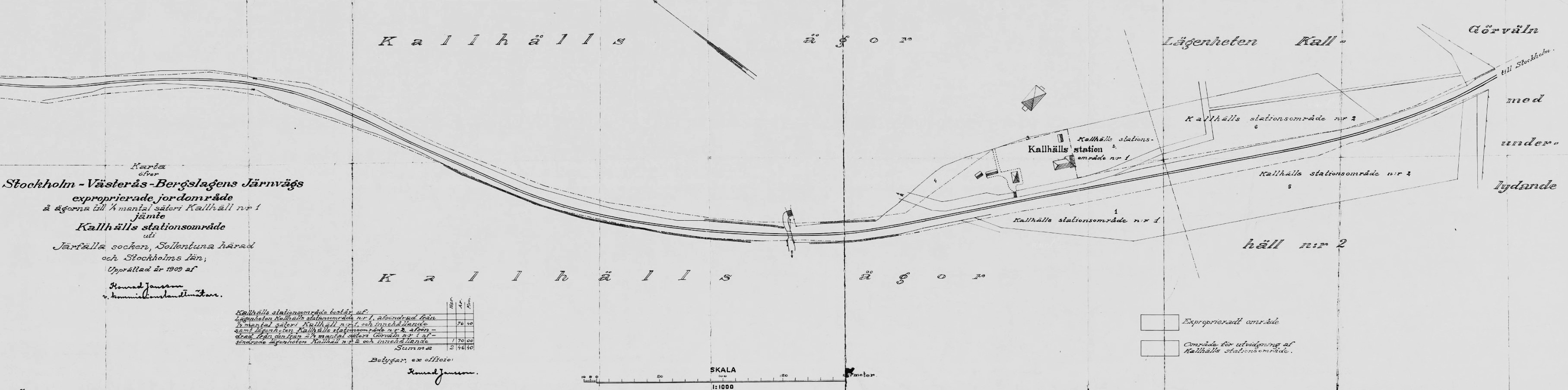
Kallhälls stationsområde 1909, exproprieringskarta.

Den ursprungliga stationen togs i bruk år 1907 på dåvarande Stockholm–Västerås–Bergslagens Järnvägar för att betjäna Bolinders nya industriområde och anslutande villaområde. Innan dess passerade tågen Kallhäll utan att stanna. Här fanns bara ett banvaktarhus. 
Dubbelspår blev klart från Stockholm C till Kallhäll 1964. Stationen anpassades för pendeltågstrafik sedan SL tagit över ansvaret för lokal persontrafik inom länet 1967. En större ombyggnad skedde åren 1999–2000 i samband med dubbelspårsutbyggnad vidare mot Kungsängen. Under sommaren 2016 var trafiken avstängd under åtta veckor. Den åttonde augusti öppnade stationen i sin nya utformning.

## Utbyggnad och modernisering
En utbyggnad till fyra spår pågick till 2016, vilket påverkade stationens utformning. I mars 2014 började Trafikverket att förbereda för att bygga om stationsområdet i Kallhäll. Den 22 april 2014 stängdes stationshuset för rivning, stationen revs den 23-24 maj, och ersattes av en provisorisk biljetthall i södra delen av plattformen. Den nya stationen ligger på nästan samma plats som den gamla och har fyra spår för pendeltåg, varav två för passerade och två för vändande tåg. Utanför dessa placeras spåren för passerade fjärr- och godståg. Dessutom tillkommer ytterligare ett spår för uppställning av tåg, alltså totalt sju spår. I december 2014 gav Trafikverket uppdrag åt Skanska att bygga den nya pendeltågsstationen med stationsbyggnad och anslutande gång- och cykelbro i Kallhäll. 
Entrén kan nås i norra änden av stationen via en nybyggd gång- och cykelbro med glastak. Bron förbinder Kallhälls centrum och bussterminalen med det gång- och cykelstråk mot Görvälns naturreservat och bostadsområdet Bolinder strand på västra sidan. Över spåren i södra änden byggs ytterligare en gångbro, men någon entré i den änden planeras för närvarande inte. Den är dock förberedd för ett framtida bygge av en sådan entré.

## Arkitektur
För den arkitektoniska utformningen av den nya stationen stod Rundquist Arkitekter. I uppdraget ingick även anslutningsbyggnad till bussterminal, bro över spårområdet, plattformsmiljö med tak och övrig möblering. Stationsbyggnaden och anslutningsbyggnaden till bussterminalen är beklädda med sibiriskt lärkträ både in- och utvändigt. Gångbron är 40 meter lång och väger 129 ton. Den förtillverkades i delar på fabrik som sedan lyftes på plats. Uppdragsgivare var Trafikverket, konstruktör var Tyréns och byggnadsentreprenör var Skanska.

## Bilder
Gamla stationerna

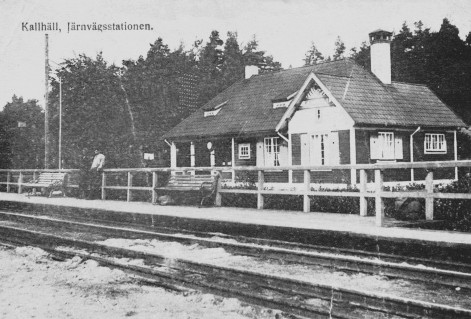
Kallhälls station före 1918.
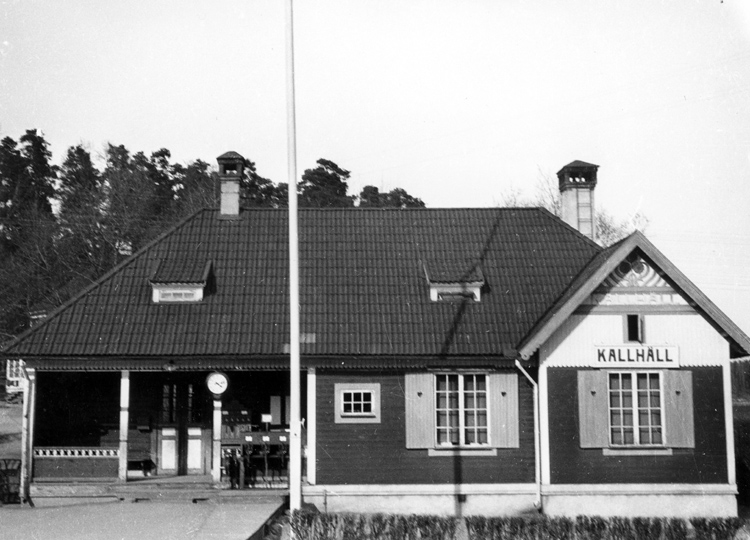
Kallhälls station på 1920-talet.
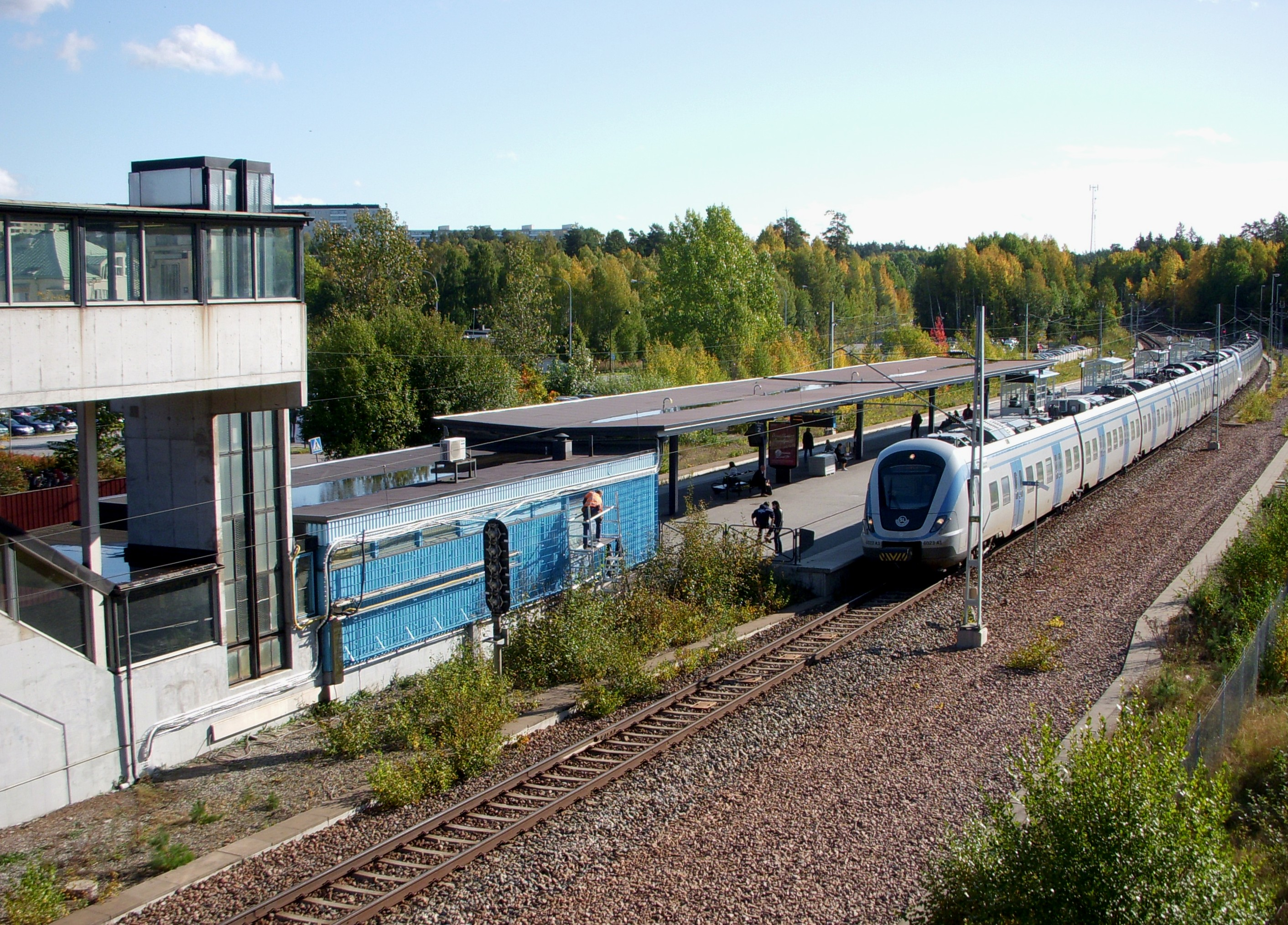
Kallhälls station 2009.
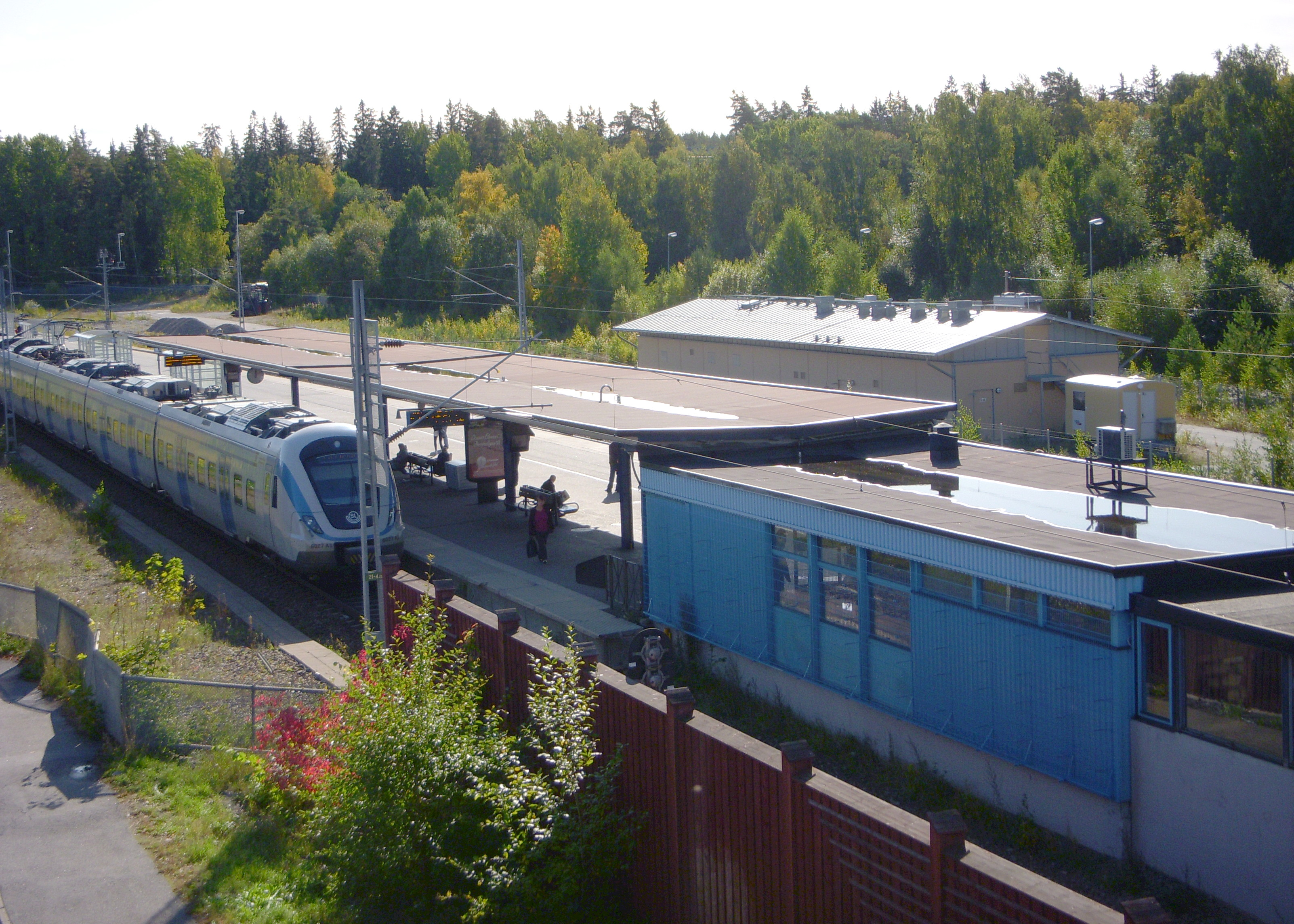
Kallhälls station 2009.

Nya stationen

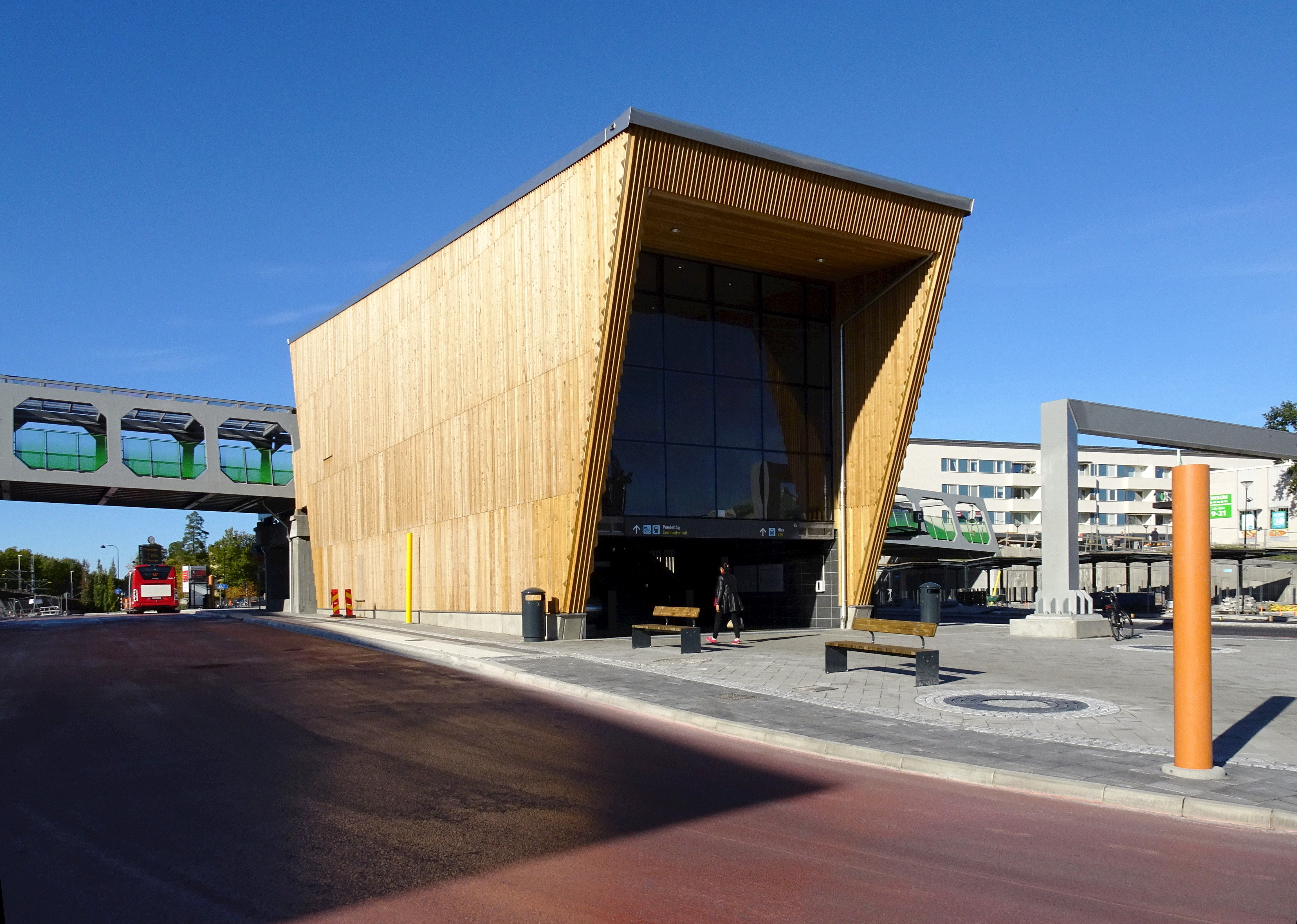
Uppgången till gångbron.
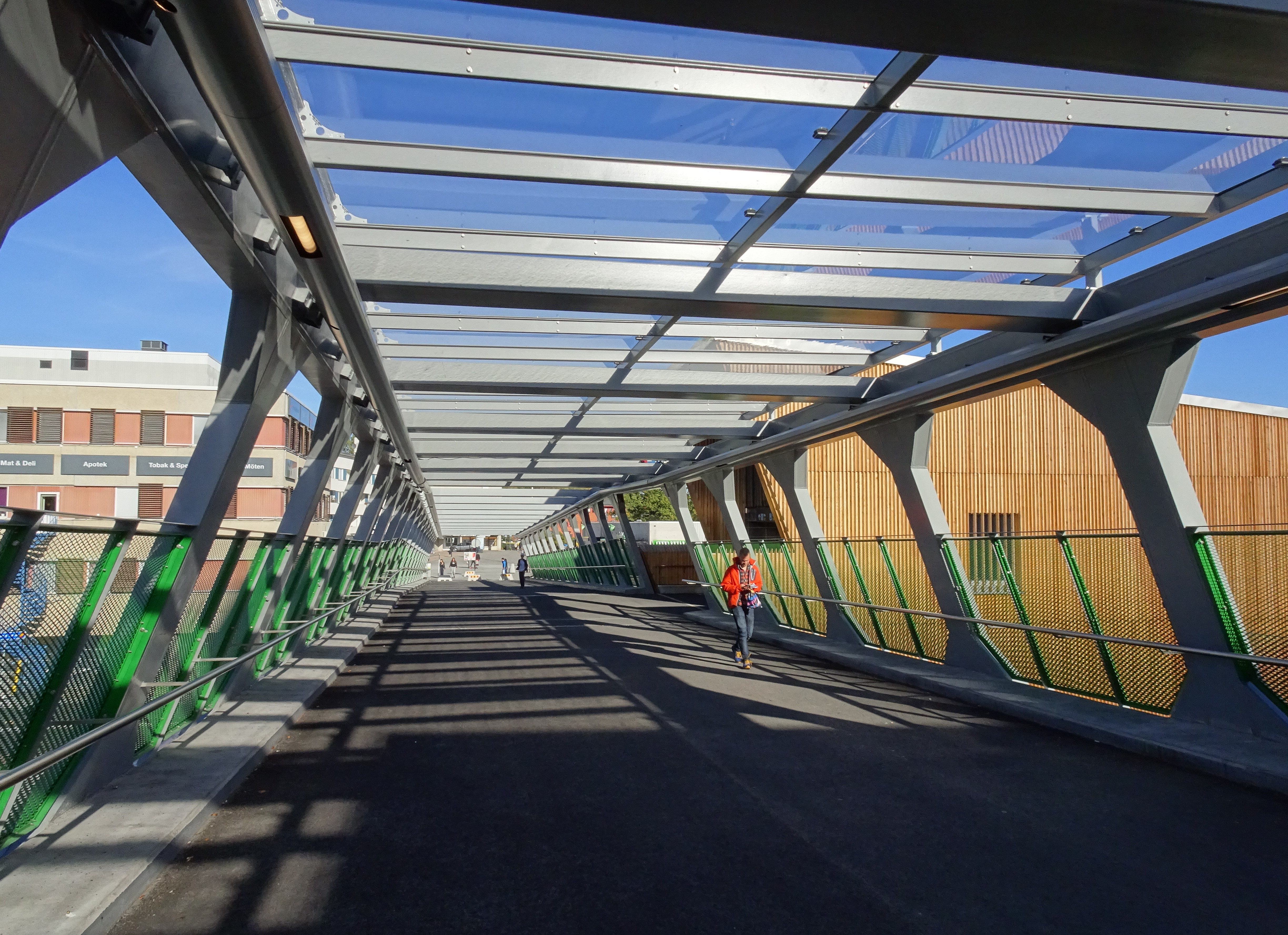
Gångbron till stationen.
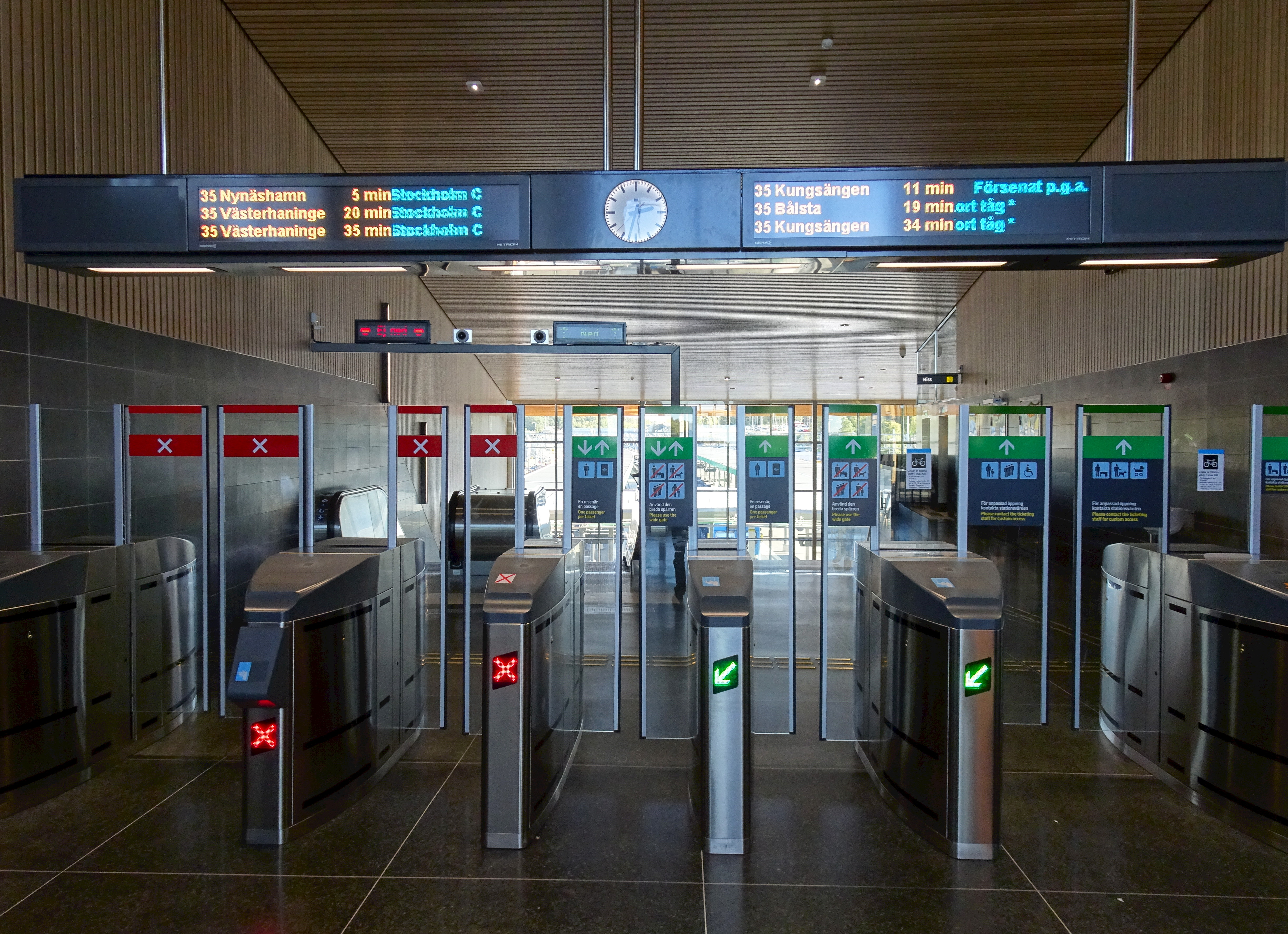
Spärren.
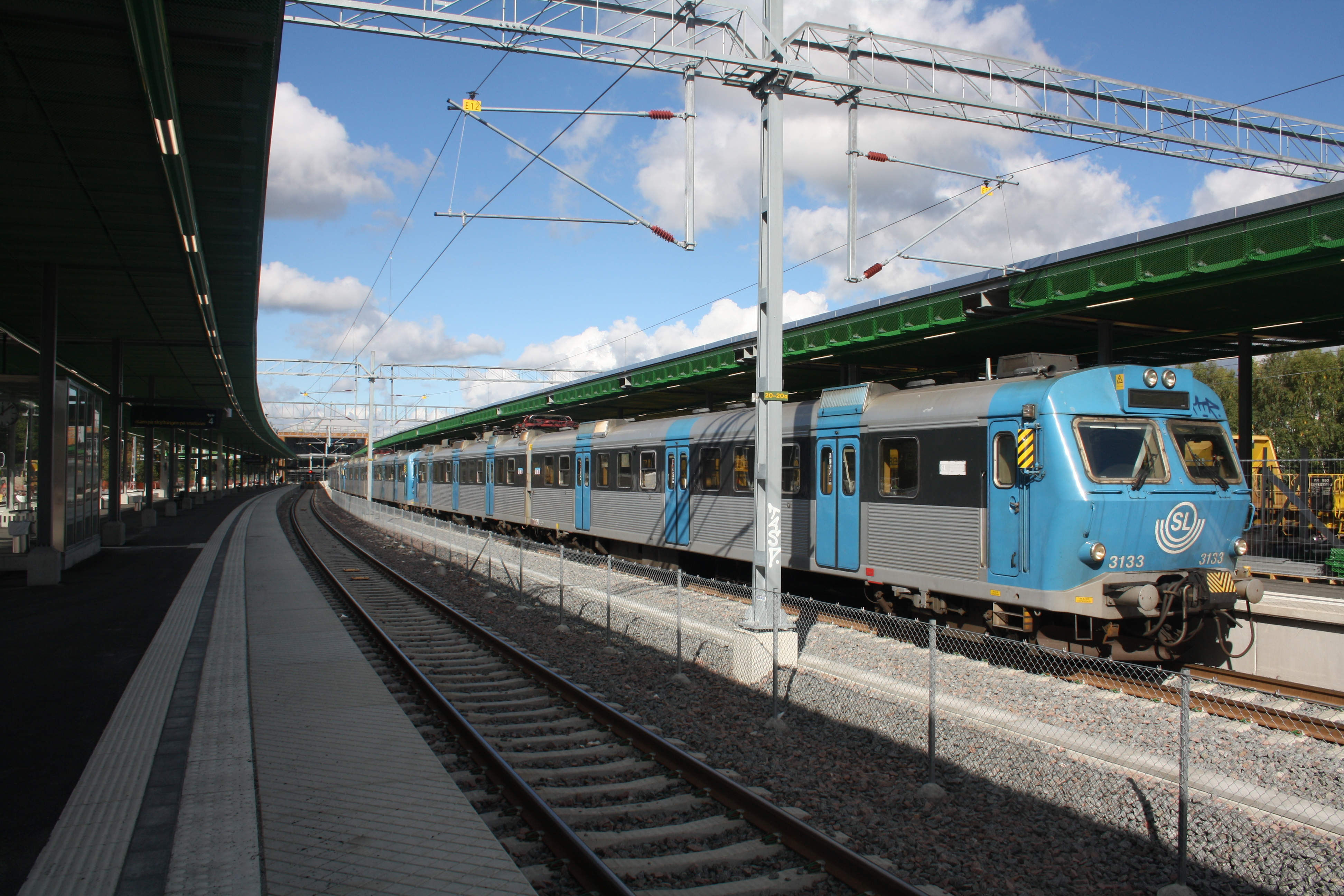
Perrongen.